# À vos ordres, Madame (film, 1936)
Pour les articles homonymes, voir À vos ordres, Madame.
Pour plus de détails, voir Fiche technique et Distribution.
À vos ordres, Madame (titre original : Trouble for Two) est un film américain en noir et blanc réalisé par J. Walter Ruben, sorti en 1936.

## Synopsis
Le prince Florizel de Corovia est désagréablement surpris d'apprendre que les négociations pour son mariage avec la princesse Brenda d'Irania sont bien avancées. Il n'a pas vu sa future épouse depuis qu'ils étaient enfants, et à l'époque, il n'était pas impressionné. Heureusement pour lui, Brenda ne veut pas non plus l'épouser, le comparant à "l'achat d'un cochon dans un sac". Cependant, son père, le roi, lui rappelle son devoir et leur position quelque peu précaire ; seulement trois ans plus tôt, une révolution a été réprimée et les meneurs sont toujours en fuite. Le roi envoie son fils à Londres pour réfléchir, accompagné du colonel Géraldine. Voyageant incognito, Florizel rencontre une femme mystérieuse, Miss Vandeleur, à bord du navire à destination de Londres. Elle lui demande de garder une enveloppe et de la lui rendre après leur arrivée. Intrigué, il intervient lorsqu'un homme menaçant entre dans sa cabine pour exiger les papiers, mais l'attend en vain à quai. Géraldine se méfie et ouvre l'enveloppe ; ils ne trouvent que des feuilles de papier vierges.
À Londres, ils dînent dans un restaurant lorsqu'un jeune homme entre avec des serviteurs portant des plateaux de tartes à la crème et demande à une patronne d'en manger une. Méfiante, elle refuse, alors il la consomme lui-même. Lorsque l'homme demande à Florizel, non seulement le prince accepte, mais il l'invite à dîner pour entendre son histoire. L'homme, Cecil Barnley, avoue avoir dilapidé sa fortune à la légère et s'est lancé dans une dernière rigolade idiote avant de mettre fin à ses jours au Suicide Club secret, qui organise les morts de manière à ne pas embarrasser ses membres ou leurs familles. Intrigué, Florizel prétend que lui et Géraldine veulent également se suicider et persuade Barnley de les emmener au club. Ils sont scrutés avant d'être admis par son président. A l'intérieur, Florizel est surpris de trouver Miss Vandeleur, la seule femme dans une salle remplie d'hommes. Le président distribue alors une carte à chacun : celui qui obtient l'as de pique doit être tué par celui qui a reçu l'as de trèfle. Cette nuit-là, il est déterminé que Barnley doit être envoyé par Mlle Vandeleur suivant les instructions du président. Florizel n'est toujours pas convaincu que ce qu'ils ont vu était réel.
Le lendemain matin, cependant, le journal rapporte la mort de Barnley. Ne croyant pas que la fille est une meurtrière, Florizel revient cette nuit-là. Cette fois, Miss Vandeleur est choisie pour éliminer Florizel. Elle l'emmène au zoo pour se faire déchiqueter par un lion. Cependant, elle est incapable d'aller jusqu'au bout. Elle avoue qu'elle a convaincu Barnley de continuer à vivre et lui a donné de l'argent pour aller à Paris. Juste à ce moment-là, quelqu'un tire sur le prince et ils s'enfuient dans une auberge. Miss Vandeleur lui dit que seul le président savait où ils allaient. Elle révèle qu'elle est la princesse Brenda et qu'elle l'avait reconnu à bord du navire. Le lendemain, Florizel et Géraldine sont capturés par une ruse arrangée par le président du club, qui est en fait le Dr Franz Noel, un Corovien exilé pour trahison. Noel avait créé le Suicide Club comme moyen de revenu, pour être surpris par l'arrivée de Florizel. Noel condamne Florizel à la pendaison pour trahison. Florizel s'échappe, mais pas Géraldine. Noel propose d'épargner la vie de son prisonnier si Florizel vient seul à un duel à mort. Florizel accepte, mais recrute des officiers militaires avec un esprit d'aventure pour le suivre à l'aide d'un limier. Comme on le soupçonne, Noel n'a pas l'intention de se battre en duel, mais les hommes de Florizel capturent la cabale de Noel. Le prince propose à Noel un vrai duel, à l'aide d'épées. Si Noel gagne, son peuple sera libéré ; cependant, Florizel sort vainqueur. 
Peu de temps après, le prince et la princesse sont "présentés" l'un à l'autre à la cour de Corovia.

## Fiche technique
- Titre : À vos ordres, Madame
- Titre original : Trouble for Two
- Réalisation : J. Walter Ruben
- Scénario : Edward E. Paramore Jr. et Manuel Seff, d'après le recueil de nouvelles Le Club du suicide (1882) de Robert Louis Stevenson
- Musique : Franz Waxman, Walter Jurmann (non crédité), Bronislau Kaper (non crédité) et Clifford Vaughan (non crédité)
- Photographie : Charles G. Clarke
- Montage : Robert Kern
- Direction artistique : Cedric Gibbons
- Costumes : Dolly Tree
- Producteur : Louis D. Lighton
- Société de production et de distribution : MGM
- Pays de production :  États-Unis
- Langue d'origine : anglais américain
- Format : noir et blanc — son : mono (Western Electric Sound System)
- Genre : drame
- Durée : 75 minutes
- Dates de sortie :
  - États-Unis : 29 mai 1936 (New York)
  - France : 6 août 1937

## Distribution
- Robert Montgomery : le prince Florizel
- Rosalind Russell : Miss Vandeleur
- Frank Morgan : le colonel Geraldine
- Reginald Owen : le président du Club
- Louis Hayward : le jeune homme aux tartelettes à la crème
- E. E. Clive : King
- Walter Kingsford : Malthus
- Ivan F. Simpson : Collins
- Tom Moore : le major O'Rook
- Robert Greig : un membre de Club
- Pedro de Cordoba : Sergei
- Leyland Hodgson : le capitaine Rich